# جاسمین اسپنسر
جاسمین اسپنسر (انگلیسی: Jasmyne Spencer؛ زادهٔ ۲۷ اوت ۱۹۹۰) بازیکن فوتبال اهل ایالات متحده آمریکا است.
از باشگاه‌هایی که در آن بازی کرده‌است می‌توان به باشگاه فوتبال آپولون لیماسول، بوستون بریکرز، وسترن نیویورک فلش، واشینگتن اسپیریت، باشگاه فوتبال اورلندو پراید، و باشگاه فوتبال بروندبی اشاره کرد.